# Tatort: Mördergrube
Der Tatort: Mördergrube ist ein Fernsehfilm aus der Tatort-Krimireihe. Der Film ist der 16. Fall des Kölner Ermittler-Teams Max Ballauf (Klaus J. Behrendt) und Freddy Schenk (Dietmar Bär). Die Haupt-Gastrollen sind besetzt mit Peter Franke, Jürgen Hentsch, Florian Lukas, Peter Rühring und Martin Umbach. Ballauf und Schenk ermitteln im Umfeld einer Universität, deren juristische Fakultät von Kälte und Ehrgeiz geprägt ist, und geraten an einen Mörder, der nur eins beweisen will: Er ist brillant und steht über dem Gesetz.
Der Beitrag wurde vom Westdeutschen Rundfunk und Colonia Media produziert und am 25. Februar 2001 im Ersten Programm der ARD erstmals ausgestrahlt.

## Handlung
Die Jurastudentin Martha Dreher wird am helllichten Tag auf dem Campus der Juristischen Fakultät Köln erschossen. Der Schuss muss aus einem der Fenster im Dachgeschoss der Uni abgegeben worden sein. Die Kriminalhauptkommissare Ballauf und Schenk sehen sich dort um und stoßen auf Schmauchspuren, die auch am Täter bzw. seiner Kleidung haften müssten. Als Professor Hüttner, der Leiter der Fakultät, erscheint, zeigt er sich nicht sehr kooperativ und ist in erster Linie um den guten Ruf seines Hauses besorgt.
Als Hauptverdächtiger wird der vorbestrafte Michael Lindner ermittelt. Martha Dreher hatte kurz vor ihrem Tod ihre Verlobung mit ihm aufgelöst. Zudem gilt er als jähzornig und war zur Tatzeit auf dem Campusgelände. Während Ballauf glaubt, mit Lindner den Täter gefasst zu haben, recherchiert Schenk weiter. Er erfährt von Andrea Jahns, dass ihre Kommilitonin Martha seit kurzem mit dem Dozenten Dr. Kögel befreundet war. Das macht ihn für die Ermittler verdächtig, denn als verheiratetem Mann konnte es durchaus sein, dass ihm das Verhältnis zu eng wurde. Doch dann stößt Schenk bei seinen Ermittlungen auf den arroganten Studenten Alexander Grau. Allerdings hat der brillante Jurist keinerlei Motiv. Möglicherweise wollte er jedoch eine Theorie beweisen: ein Planspiel über einen motivlosen Mord. Als auf Graus Kleidung Schmauchspuren gefunden werden, wird er verhaftet. Sein Vater, ein renommierter Jurist, ist entrüstet und droht Konsequenzen an.
Während Grau sich noch in Untersuchungshaft befindet, fällt ein zweiter Schuss und tötet Walter Ballauf, den obdachlosen Vater von Max. Zwar hat er sich 30 Jahre nicht um seinen Sohn gekümmert, allerdings hatten Vater und Sohn sich gerade erst wiedergefunden, sodass Ballauf schockiert ist. Das Projektil stammt aus derselben Waffe, mit der Martha Dreher erschossen wurde, und so muss Grau wieder aus der Haft entlassen werden. Durch dessen Bemerkung „Es ist keine Schande, gegen mich zu verlieren“ ist sich Schenk sicher, dass der zweite Mord die beiden Fahnder gezielt provozieren sollte. Die Kommissare suchen nach einem Komplizen und stoßen auf Andrea Jahns, die sich gerade von einem Hochhaus stürzen will. Die Ereignisse haben sie überfordert und so gibt sie zu, Ballaufs Vater erschossen zu haben, um ihren Freund Alexander Grau zu entlasten. Ballauf und Schenk schaffen es nicht, sie von ihrem Sprung in den Tod abzuhalten. So fehlen ihnen nun handfeste Beweise, um Grau zu überführen. Sie laden ihn als Zeugen vor, um ihn durch seine Überheblichkeit zu einem ungewollten Geständnis zu bringen. Als Grau mit seinem Vater im Präsidium erscheint, sitzt auch der Vater von Martha im Vorraum. Dieser hat sich täglich nach dem Stand der Ermittlungen erkundigt und muss nun mit ansehen, wie hilflos die Polizei in solchen Fällen ist. Er erschießt Grau, als dieser aus dem Präsidium kommt – eine Verzweiflungstat, die er im Stillen schon lange geplant hatte.

## Produktionsnotizen
Die Episode wurde unter dem Arbeitstitel Bauernopfer in Köln, Bornheim und Pulheim gedreht. Bei den Dreharbeiten wurde in einer Szene der Tourbus der Kelly Family verwendet. Freddy Schenk hat in diesem Film einen zeitgenössischen Supersportwagen Dodge Viper RT/10 mit dem Kennzeichen K-RT 408.

## Rezeption

### Einschaltquote
Die Erstausstrahlung von Tatort: Mördergrube am 25. Februar 2001 wurde in Deutschland von 8,89 Millionen Zuschauern gesehen und erreichte einen Marktanteil von 25,00 % für Das Erste.

### Kritik
„Der psychologisch genauen Inszenierung von Christiane Balthasar ist es zu verdanken, dass die leichenreiche Story (Buch: Robert Schwentke) nicht auseinander bricht und als überkonstruierter Plot erkennbar wird. Bär und Behrendt sind darstellerisch präsent wie selten.“

„Die ausgefeilte Geschichte mit ihren diversen Rahmenhandlungen konzentriert sich voll und ganz auf die Figuren, zumal Dietmar Bär endlich nicht mehr bloß den polternden Proll mit Cowboy-Stiefeln und fettem Auto mimen braucht.“